# Hugo Steinhaus

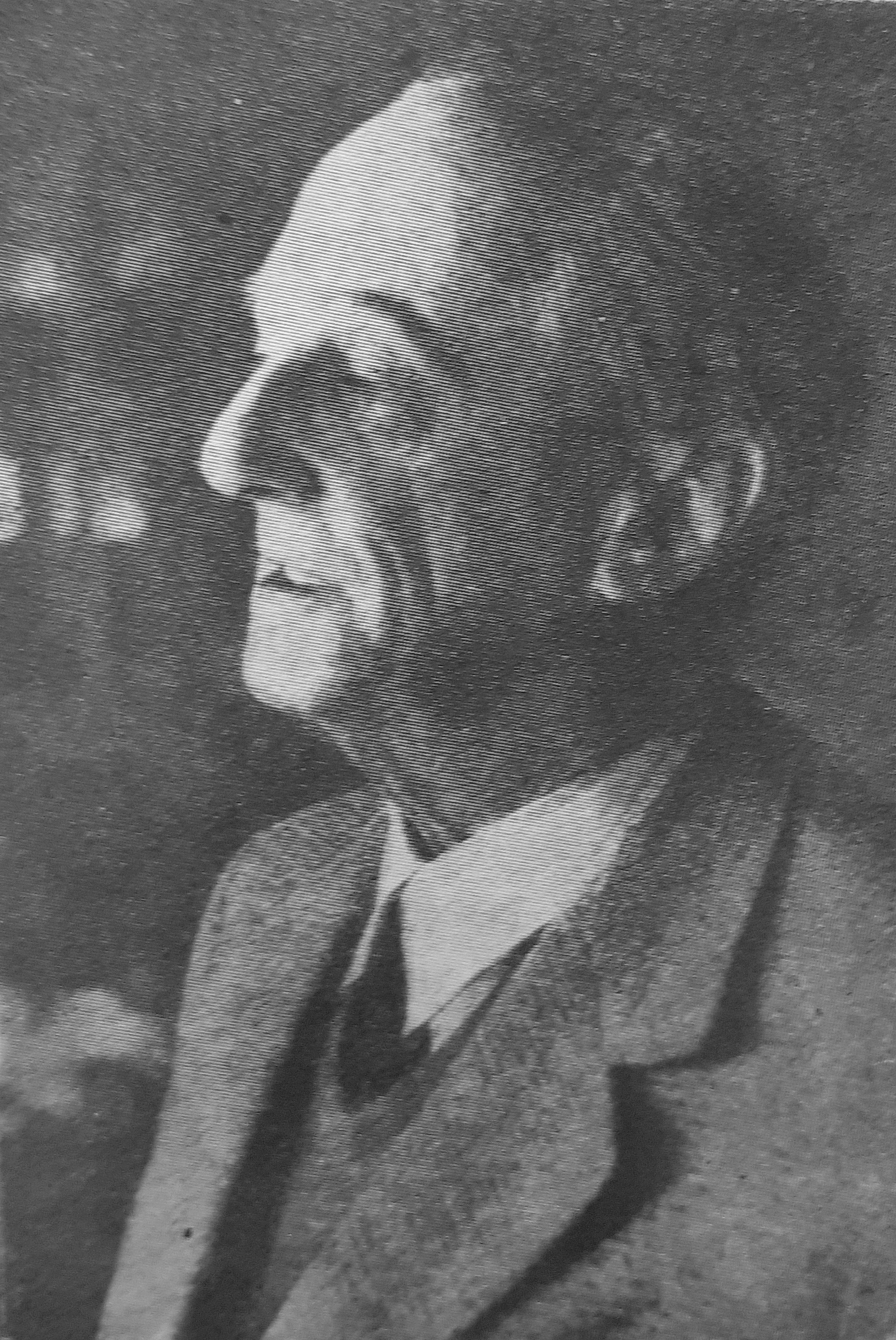
Hugo Dionizy Steinhaus

Hugo Dyonizy Steinhaus (* 14. Januar 1887 in Jasło, Österreich-Ungarn; † 25. Februar 1972 in Wrocław) war ein polnischer Mathematiker. Er gehörte zu den Begründern und führenden Wissenschaftlern der Lemberger mathematischen Schule.

## Leben
Steinhaus studierte Mathematik an der Universität Lemberg und in Göttingen, wo er 1911 mit der Arbeit Neue Anwendungen des Dirichlet'schen Prinzips bei David Hilbert promovierte. Im Jahr 1917 habilitierte er in Lemberg. 1918 veröffentlichte er die vielbeachtete Arbeit Additive und stetige Funktionaloperationen. 1920 wurde er Professor der Universität im seinerzeit polnischen und nunmehr ukrainischen Lemberg. Gemeinsam mit Stefan Banach (den er als Mathematiker „entdeckte“, was nach Steinhaus seine größte Leistung in der Mathematik war), Stanisław Marcin Ulam und anderen Wissenschaftlern beschäftigte sich Steinhaus mit der Funktionalanalysis.
Steinhaus war Jude und überlebte die Gräuel der Nationalsozialisten und der deutschen Besatzung, indem er mit seiner Frau ab Juli 1941 unter dem Namen Grzegorz Krochmalny untertauchte und unter allen Umständen vermied, auf Listen gleich welcher Art geführt zu werden. In seinen Tagebuchaufzeichnungen, in denen auch diese Zeit eindringlich geschildert wird, schreibt er im November 1945: „Ich erfuhr, dass das Ministerium mich während des Krieges gesucht hatte, um mir zu helfen. Man konnte mich aber nicht finden. Gott sei Dank!“.
Steinhaus zog 1945 nach Breslau, wo er zum Professor der Mathematik der Universität Breslau wurde und maßgeblich am Wiederaufbau der Universität beteiligt war. 1952 wurde er Mitglied der Polnischen Akademie der Wissenschaften (Polska Akademia Nauk). 1919 gründete Steinhaus in Krakau den Vorläufer der späteren Polnischen Mathematischen Gesellschaft.
Steinhaus veröffentlichte insgesamt ca. 250 Arbeiten. Darunter befanden sich populäre Bücher über Mathematik wie Kalejdoskop matematyczny (Kaleidoskop der Mathematik, zuerst 1938), welches in zehn Sprachen übersetzt wurde. Neben der Funktionalanalysis arbeitete Steinhaus vor allem in der angewandten Mathematik und Statistik.
Steinhaus entwickelte mit Leo Moser die Steinhaus-Moser-Notation für sehr große Zahlen. Der für die Funktionalanalysis grundlegende Satz von Banach-Steinhaus ist mit seinem Namen verbunden. Er gründete Studia Mathematica mit Stefan Banach (1929) und Zastosowania matematyki (Applications of Mathematics, 1953).
Der Maler, Logiker und Philosoph Leon Chwistek war sein Schwager.
Steinhaus war ein überzeugter Atheist. Mark Kac überlieferte folgende Anekdote. Einmal waren nur Kac und ein weiterer Student in der Vorlesung von Steinhaus, dieser hielt sie aber dennoch mit den Worten, dass drei Mitglieder ein Kollegium ausmachten (Tres faciunt collegium). Aber auch als der andere Student ausfiel, setzte Steinhaus die Vorlesung fort. Auf die Frage, was mit der Dreier-Regel sei, antwortete er, Gott wäre immer präsent.

## Schriften (Auswahl)
- Czym jest, a czym nie jest matematyka (Was Mathematik ist und was nicht, 1923).
- mit Stefan Kaczmarz: Theorie der Orthogonalreihen, Mathematische Monographien 6, Warschau 1936, 2. Auflage: New York: Chelsea Publ. 1951
- Kalejdoskop matematyczny, Lwów, Książnica Atlas 1938,
  - Englische Ausgabe Kaleidoscope of Mathematics, New York: G. Stechert 1938,
  - spätere englische Ausgaben als: Mathematical Snapshots. Oxford University Press 1950, 3. Auflage 1969 (Vorwort Morris Kline), Dover 2011
  - Deutsche Übersetzung: Kaleidoskop der Mathematik. Deutscher Verlag der Wissenschaften 1959
- Tablica liczb przetasowanych czterocyfrowych : table of shuffled four-digit numbers, Warschau 1954
- Taksonomia wrocławska (A Wroclaw Taxonomy; mit anderen, 1951).
- mit K. Florek, J. Łukaszewicz, J. Perkal und  S. Zubrzycki: Sur la liaison et la division des points d'un ensemble fini, Colloquium Mathematicum, Band 2, 1951, S. 282–285, eudml
- Sto zadań (A Hundred Problems, 1958).
- One Hundred Problems In Elementary Mathematics, Basic Books 1964, Dover 2016 (Vorwort Martin Gardner)
  - One Hundred Problems in Elementary Analysis, Pergamon Press 1963
  - Deutsche Ausgabe: 100 Aufgaben : hundert Probleme aus der elementaren Mathematik. Harri Deutsch 1968
- 100 neue Aufgaben, Harri Deutsch 1973
- Orzeł czy reszka (Kopf oder Zahl, 1961), Warschau, PWN 2010.
- Słownik racjonalny (Ein rationales Wörterbuch, 1980).
- Wspomnienia i zapiski (Erinnerungen und Aufzeichnungen, 1992, 2010)
  - Englische Ausgabe: Mathematician for all seasons : recollections and notes. 2 Bände, Birkhäuser 2015, 2016

## Ehrungen
- An der Universität Breslau gibt es ein Hugo-Steinhaus-Zentrum.[5]
- Im Jahr 2002 wurde das Hugo-Steinhaus-Jahr in Polen zelebriert.[6]
- Seit 2018 ist an seinem ehemaligen Wohnhaus in der Planckstraße 1 in Göttingen durch die Georg-August-Universität Göttingen eine Gedenktafel angebracht.[7]